# John Nordin
Ej att förväxla med ingenjör John Nordin (1887-1983).
John Vilhelm Nordin, född 27 juli 1882 i Skara, död 23 oktober 1973, var chef för Arbetsrådet med generaldirektörs titel. 
Han avlade år 1900 mogenhetsexamen i Skara och studerade sedan juridik vid Uppsala universitet, där han 1906 blev juris kandidat. Han genomförde 1906-1908 tingstjänstgöring. Han blev 1910 amanuens i Överståthållarämbetet. Inom Riksförsäkringsanstalten blev han 1914 notarie, 1916 sekreterare och 1917 ledamot av styrelsen. Vid det nyinrättade Arbetsrådet blev han 1920 sekreterare och föredragande, 1924 ledamot samt var 1926-1949 dess ordförande och chef. 1944 fick han generaldirektörs titel och ställning.
Han blev 1921 ledamot av styrelsen i Nordiska administrativa förbundet och var 1934-1953 dess vice ordförande och ledamot av arbetsutskottet. Han var 1933-1939 delegat vid ILO:s konferens i Genève, 1924-1950 vice ordförande i Stockholmskretsen av föreningen Norden, ordförande i 1938 års arbetarskyddskommitté, 1940-1948 ledamot av delegationen för det internationella socialpolitiska samarbetet, 1945-1954 ordförande i Föreningen för arbetarskydd. Han var 1935 ordförande i Västgöta gille. Han blev 1948 medicine hedersdoktor vid Karolinska institutet.
Han gifte sig 1914 med Hildur Versteegh. De var föräldrar till Arend Nordin.

## Arbetsrådet
Den svenska lagen om arbetstidens begränsning (1919, jämför Arbetstidslagen) ledde till att Arbetsrådet instiftades för att yttra sig om lagens tillämpning. Det bestod av minst 7 ledamöter som utsågs av regeringen, därav 2 på förslag av arbetsgivarna, 2 på förslag av fackföreningar och 3 på förslag av opartiska rådgivare. Beslut av Arbetsrådet publicerades i Sociala meddelanden.
Gustaf Henning Elmquist var 1919-1920 ordförande. Sigurd Ribbing var 1919 vice ordförande och blev 1920 ordförande. Gunnar Sträng blev ledamot under andra världskriget.

## Utmärkelser

### Svenska utmärkelser
- Kommendör med stora korset av Kungliga Nordstjärneorden den 5 juni 1948.[1]
- Riddare av Kungliga Vasaorden 1921.[2]

### Utländska utmärkelser
- Kommendör av 1. graden av Danska Dannebrogorden (KDDO1gr)
- Kommendör av 1. klass av Finlands Vita Ros’ orden (KFinlVRO1kl)
- Kommendör i 1. klass av Isländska falkorden (KIFO1kl)
- Kommendör av Norska Sankt Olavsorden med stjärna (KNS:tOOmstj)
- Kommendör av 1. klass av Spanska Isabel la catolicas orden (KSpICO1kl)
- Kommendör av Belgiska Kronorden (KBKrO)
- Kommendör av Nederländska Oranienhusorden (KNedOHO)
- Officer av Belgiska Leopold II:s orden (OffBLeopILsO)
- Officer av Italienska kronorden (OffItKrO)
- Officer av Luxemburgska Ekkroneorden (OffLEkkrO)
- Officer av Serbiska Sankt Savaorden (OffSerbS:tSO)
- Riddare av Franska Hederslegionen (RFrHL)